# 棕网腹链蛇
棕网腹链蛇（学名：Hebius johannis）为水游蛇科东亚腹链蛇属的爬行动物，俗名棕网游蛇。在中国大陆，分布于四川、贵州、云南等地，主要栖息于山区林中溪流附近。其生存的海拔范围为1300至2750米。该物种的模式产地在云南昆明。

## 保护
本种于2023年被收录入《有重要生态、科学、社会价值的陆生野生动物名录》。